# Carlos Luís da Áustria
Carlos Luís José Maria de Áustria (em alemão: Karl Ludwig Joseph Maria von Österreich; Viena, 30 de julho de 1833 — Viena, 19 de maio de 1896) foi um arquiduque da Áustria.

## Biografia
Nascido no Palácio de Schönbrunn, em Viena, Carlos Luís era o terceiro filho do arquiduque Francisco Carlos da Áustria e da princesa Sofia da Baviera. Entre seus irmãos, estão os imperadores Francisco José I da Áustria e Maximiliano I do México.

## Primeiro casamento
Sua primeira esposa, com quem se casou em 11 de abril de 1856, em Dresda, foi Margarida, princesa e duquesa da Saxônia, filha de João da Saxônia. Margarida morreu em 15 de setembro de 1858, e eles não tiveram filhos.

## Segundo casamento

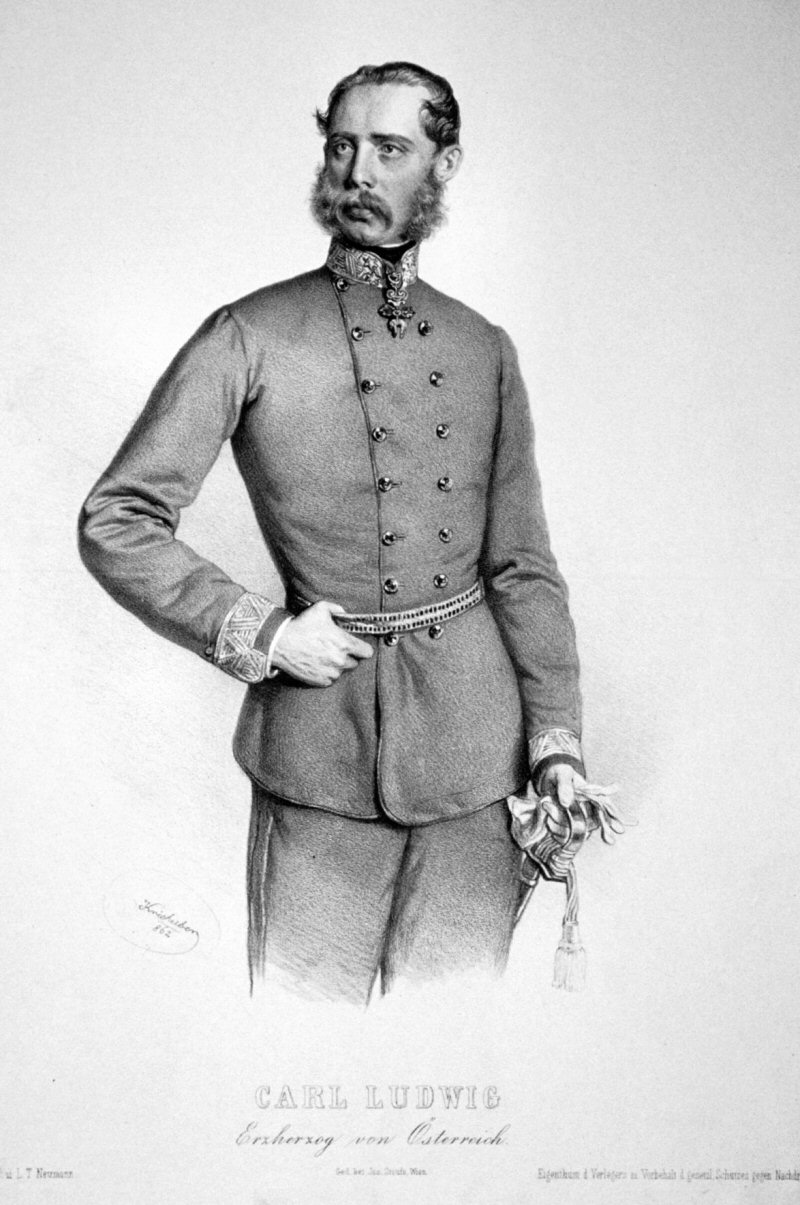
Carlos Luís da Áustria

Carlos Luís desposou por procuração, no dia 16 de outubro de 1862, em Roma, e em pessoa, no dia 21 de outubro de 1862, em Veneza, Maria Anunciata das Duas Sicílias (1843-1871), filha de Fernando II. Eles tiveram quatro filhos:
- Francisco Fernando da Áustria-Hungria (1863-1914)
- Oto Francisco da Áustria (1865-1906)
- Fernando Carlos da Áustria (1868-1915). Casou-se morganaticamente com Bertha Czuber; sem descendência.
- Margarida Sofia da Áustria (1870-1902). Casou-se com Alberto, Duque de Württemberg.

Maria Anunciata morreu em 4 de maio de 1871.

## Terceiro casamento
Sua terceira esposa, que ele desposou em 23 de julho de 1873, em Kleinheubach, foi Maria Teresa, infanta de Portugal (1855-1944), filha de Miguel I de Portugal. Eles tiveram duas filhas:
- Maria Annunziata da Áustria (1876-1961). Abadessa do convento das Damas Nobres de Hradschim, Praga.
- Isabel Amália da Áustria (1878-1960). Casou-se com o príncipe Aloísio de Liechtenstein (1869–1955) e foi mãe de Francisco José II de Liechtenstein.

## Morte
Carlos Luís morreu de febre tifoide, em Schönbrunn, em Viena. Sua viúva morreu em 12 de fevereiro de 1944.